# 상암동 (서울)
상암동(上岩洞)은 서울특별시 마포구의 행정동 및 법정동이다. 디지털미디어시티, 한국영상자료원 등이 있으며 인근에 서울월드컵경기장(성산동 소재)이 있다. 동쪽은 성산동, 망원동, 중동, 서쪽은 경기도 고양시 덕양구 덕은동, 북쪽은 은평구 수색동, 남쪽은 한강과 접해 있다. 2002년 FIFA 월드컵을 계기로 대단위 아파트 단지와 DMC 업무지구가 조성되어 서울특별시 서부권의 중심으로 발전하고 있다.

## 유래
조선 시대에는 한성부 북부 수암리계, 수생리계 지역이었다. 1911년 경성부 연희면에 속하였고, 1914년 경기도 고양군 연희면 상암리로 바뀌었다. 1949년 서울특별시 서대문구에 편입되었고, 1950년에 상암동으로 바뀌었다. 1975년 10월에 서울특별시 조례 개정으로 성산동, 중동과 함께 마포구로 편입됐다.

## 법정동
- 상암동

## 주요 시설
- 상암동공영차고지
- 누리꿈스퀘어
- 국악방송 본사
- CJ ENM 본사
- KT스카이라이프 본사
- MBC 본사
- YTN뉴스퀘어
- JTBC 본사
- KBS미디어센터
- SBS프리즘타워
- TBS 본사
- 불교방송 글로벌미디어센터 (건립예정)
- 도로교통공단 서부운전면허시험장
- SPOTV K 본사
- 서울경제진흥원(SBA) 본사
- 한국지역정보개발원
- 필콘미디어

## 아파트
- 서울주택도시공사
  - 상암 월드컵파크 1단지 - 2003년 9월 입주 / ㈜삼호
  - 상암 월드컵파크 2단지 - 2003년 11월 입주 / 서광건설산업㈜
  - 상암 월드컵파크 3단지 - 2003년 9월 입주 / 두산건설
  - 상암 월드컵파크 4단지 - 2006년 10월 입주 / 태영건설
  - 상암 월드컵파크 5단지 - 2005년 9월 입주 / 대동건설㈜
  - 상암 월드컵파크 6단지 - 2005년 7월 입주 / 일성건설
  - 상암 월드컵파크 7단지 - 2005년 6월 입주 / 진흥기업
  - 상암 월드컵파크 8단지 - 2008년 2월 입주 / ㈜동아건설산업
  - 상암 센트럴파크 1단지 - 2009년 6월 입주 / 양우건설
  - 상암 센트럴파크 2단지 - 2009년 6월 입주 / 양우건설
  - 상암 월드컵파크 9단지 - 2010년 10월 입주 / 신창건설㈜
  - 상암 월드컵파크 10단지 - 2010년 7월 입주 / 중앙건설
  - 상암 월드컵파크 11단지 - 2010년 6월 입주 / 한신공영
  - 상암 월드컵파크 12단지 - 2010년 10월 입주 / 한신공영

## 교육
- 서울상암초등학교
- 서울상지초등학교
- 서울하늘초등학교
- 상암중학교
- 상암고등학교
- 서울드와이트외국인학교
- 서울일본인학교

## 기타
- 월드컵공원: 상암동, 성산동 일대에 조성된 공원
- 서부운전면허시험장
- 인천국제공항철도 디지털미디어시티역
- 롯데몰 상암DMC점(2027년 예정)

## 갤러리

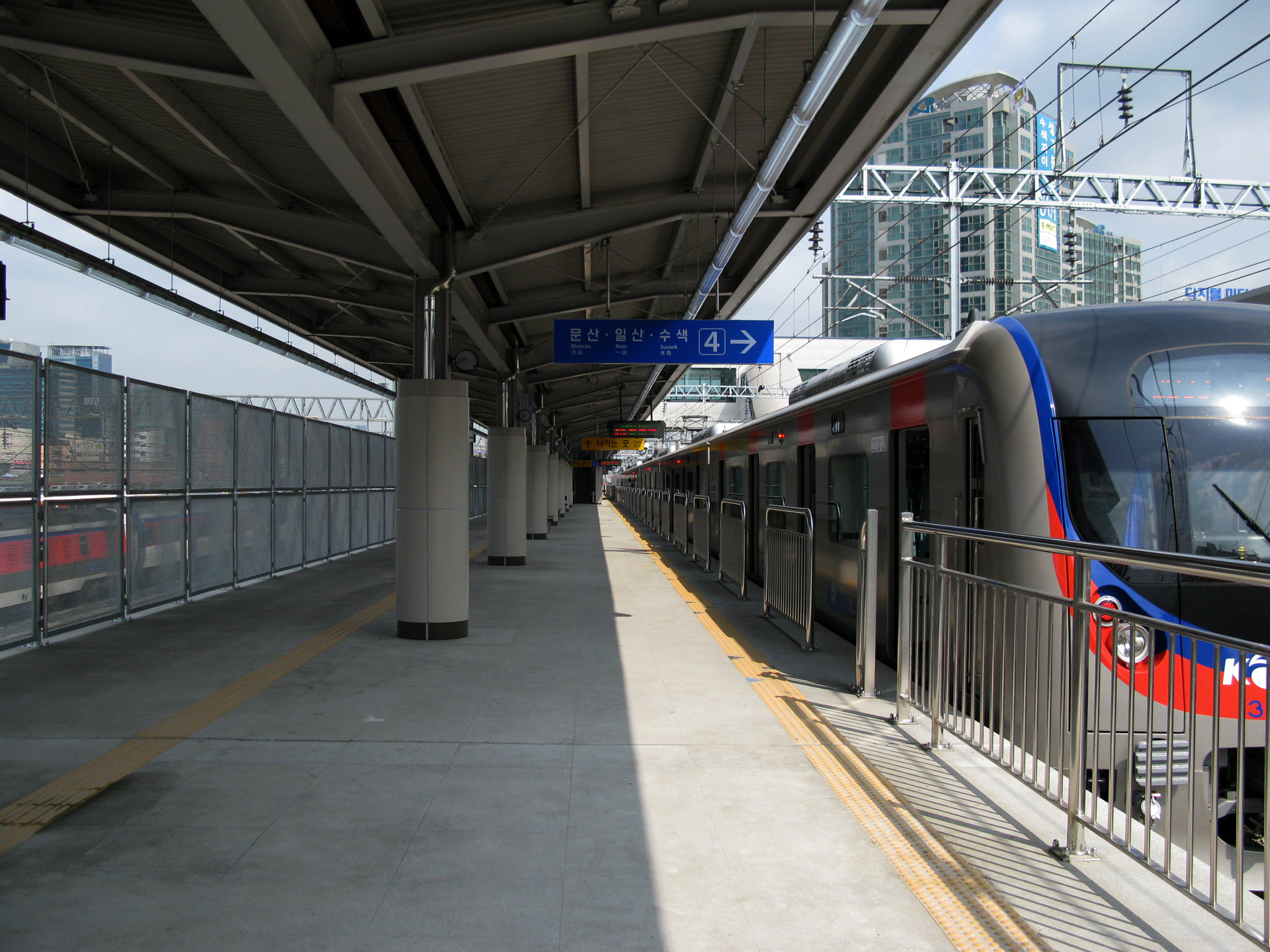
디지털미디어시티역 전경. 이 역은 상암동에 속해 있다.

## 같이 보기
- 대한민국의 행정 구역